# Посока – социална демокрация
Посока – социална демокрация (на словашки: Smer – sociálna demokracia) е лявоцентристка социалдемократическа политическа партия в Словакия.
Тя е образувана през 1999 година, когато дясното крило на бившата комунистическа Партия на демократичната левица, начело с Роберт Фицо, се отцепва от нея. През следващите години партията става доминираща в лявото политическо пространство и поглъща по-малките леви партии, включително Партията на демократичната левица. Фицо оглавява правителството през 2006 – 2010 година. През март 2012 година партията печели предсрочните парламентарни избори с 44,42%, получава 83 мандата (от общо 150) и съставя еднопартийно правителство с министър-председател Роберт Фицо. През 2016 година партията остава първа, но губи мнозинството си с 28,3% от гласовете и 49 депутати.